# Выборы губернатора Псковской области (2023)
Выборы губернатора Псковской области состоялись в Псковской области 8 сентября -10 сентября 2023 года в единый день голосования. Губернатор избирается сроком на 5 лет.

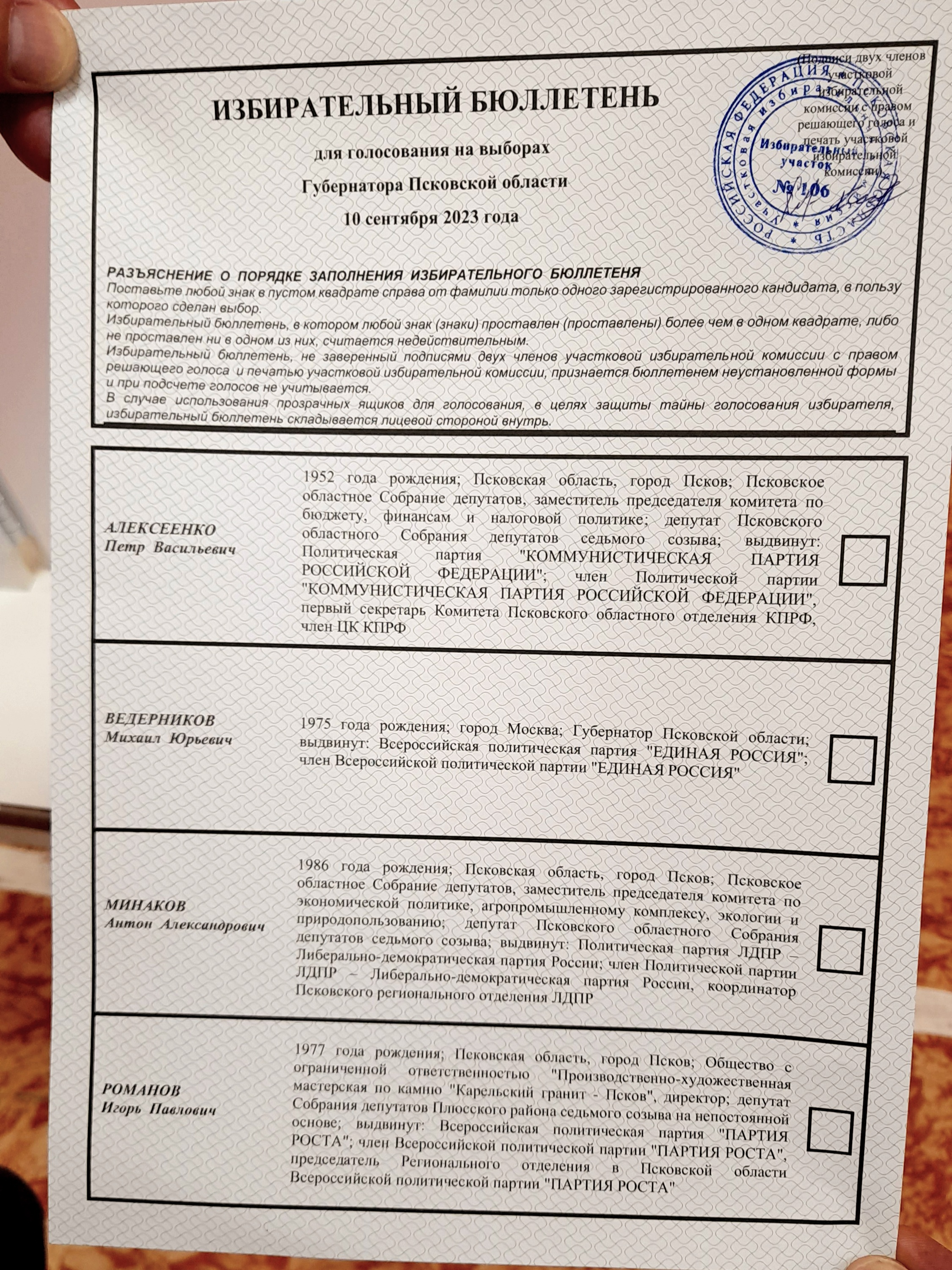
Бюллетень используемый в г. Великие Луки

Голосование продлилось три дня. Была предусмотрена возможность проголосовать удаленно через Интернет (система ДЭГ).
На 1 июля 2023 года в Псковской области было зарегистрировано 506 042 избирателей. Это на 27 280 человек меньше, чем на предыдущих выборах 2018 года (533 322 избирателей).
Согласно Уставу Псковской области губернатор избирается на пять лет гражданами Российской Федерации, проживающими на территории Псковской области и обладающими в соответствии с федеральным законом активным избирательным правом, на основе всеобщего равного и прямого избирательного права при тайном голосовании.
До участия в выборах избирательной комиссией Псковской области было допущено 4 кандидата: Михаил Ведерников (выдвинут «Единой Россией»), Антон Минаков (выдвинут ЛДПР), Пётр Алексеенко (выдвинут КПРФ), Игорь Романов (выдвинут «Партией Роста»).
Согласно официальным данным, победу в первом туре одержал действующий губернатор Псковской области Михаил Ведерников, получивший 86,30 % голосов избирателей, принявших участие в голосовании.  Он был избран на 5-летний срок.

## Предшествующие события
Михаил Ведерников, тогда занимавший должность заместителя полномочного представителя президента в Северо-Западном федеральном округе по Калининградской области, был назначен губернатором Псковской области в октябре 2017 года, сменив губернатора занимавшего двухлетний срок Андрея Турчака. Ведерников победил на следующих губернаторских выборах, набрав 70,68 % голосов.

## Ключевые даты
- 1 июня 2023 года депутаты Псковского областного собрания депутатов 7 созыва назначили выборы на 10 сентября 2023 года.
  - с 5 июня по 4 июля (30 дней после публикации решения о назначении выборов) — период выдвижения кандидатов
    - агитационный период начинается со дня выдвижения кандидата и прекращается за одни сутки до дня голосования.

  - период сбора подписей муниципальных депутатов начинается после подачи заявления о выдвижении кандидата в избирком.
- С 5 июня по 31 июля до 18:00 — представление документов для регистрации кандидатов; к заявлениям должны прилагаться листы с подписями муниципальных депутатов.

## Выдвижение и регистрации кандидатов

### Право выдвижения
В Псковской области кандидаты в губернаторы могут быть выдвинуты только зарегистрированными политическими партиями, имеющими в соответствии с федеральными законами право участвовать в выборах. Самовыдвижение невозможно. Однако при этом кандидаты не обязаны быть членами выдвигающей партии.
Кандидат на пост губернатора Псковской области должен быть гражданином России и иметь возраст не менее 30 лет. Кандидаты на пост губернатора не должны иметь иностранного гражданства или вида на жительство.

### Муниципальный фильтр
1 июня 2012 года вступил в силу закон, вернувший прямые выборы глав субъектов Российской Федерации. Однако был введён так называемый муниципальный фильтр. Всем кандидатам на должность главы субъекта РФ (как выдвигаемых партиями, так и самовыдвиженцам), согласно закону, требуется собрать в свою поддержку от 5 % до 10 % подписей от общего числа муниципальных депутатов и избранных на выборах глав муниципальных образований, в числе которых должно быть от 5 до 10 депутатов представительных органов муниципальных районов и городских округов и избранных на выборах глав муниципальных районов и городских округов. Муниципальным депутатам представлено право поддержать только одного кандидата.
Каждому кандидату для регистрации необходимо собрать 110 подписей депутатов представительных органов муниципальных образований и (или) избранных глав муниципальных образований. Также кандидаты в губернаторы представляют 3 кандидатуры в Совет Федерации, один из которых, в случае избрания кандидата, станет представителем правительства региона в Совете Федерации.

## Предвыборная кампания
18 апреля Михаил Ведерников доложил президенту РФ Владимиру Путину о результатах работы по развитию Псковской области. На встрече заручился поддержкой Владимира Путина.
В.Путин: «Команда у вас эффективная, вы её уверенно возглавляете. Действительно, проблем немало, но в целом темп хороший набран, так что я желаю вам успехов. К людям надо обращаться за поддержкой прежде всего».
6 мая Псковский обком КПРФ утвердил кандидатуру Александра Баева на должность губернатора.

1 июня председатель регионального отделения партии «Справедливой России» Олег Брячак вновь отказался участвовать в выборах и поддержал действующего губернатора.
О.Брячак: «Я не буду вашим соперником в этой губернаторской гонке, — обратился к главе региона Михаилу Ведерникову Олег Брячак. — Я не буду принимать участие в губернаторских выборах. Совесть мне не позволит бороться с вами. Поддерживать — да, бороться — нет».
2 июня председатель правления реготделения Партии пенсионеров Михаил Иванов заявил что партия не будет участвовать в выборах и думает поддержать действующего губернатора.
М.Иванов: «Я думаю, что партия пенсионеров поддержит кандидатуру Ведерникова. Оценивать работу действующего губернатора легко, а то, что наобещают остальные кандидаты — неизвестно. Здесь мы видим конкретного человека с конкретными деловыми способностями и результатами работы».
6 июня стало известно о том, что Высший совет ЛДПР принял решение о выдвижении Антона Минакова в качестве кандидата на губернаторский пост в Псковской области.
7 июня Псковский обком КПРФ вновь предложил кандидатуру Баева, после замечаний кадровой комиссии при ЦК КПРФ.
7 июня Председатель регионального отделения «Партии роста» Игорь Романов заявил о согласовании его кандидатуры Федеральным политсоветом партии.
10 июня Псковское областное отделение КПРФ выдвинуло кандидатуру Александра Баева на выборы губернатора.

13 июня на XXVIII конференции Псковского регионального отделения «Единой России» действующий глава региона Михаил Ведерниов был выдвинут в кандидаты на предстоящие выборы. Номинацию Ведерникова поддержал секретарь генсовета партии Андрей Турчак. Помимо Ведерникова среди претендентов на партийное выдвижение был председатель Псковской гордумы Александр Гончаренко. Из 85 делегатов съезда 82 поддержали действующего главу области, 2 — Гончаренко, и 1 — недействительный.
А.Турчак: «По поручению Дмитрия Медведева прошу поддержать Михаила Ведерникова для избрания на должность губернатора. 5 лет позади, по историческим меркам — это не такой большой период, но эти 5 лет вобрали в себя все. Такого количества вызовов в Псковской области не было в целом ни у одного губернатора».
13 июня документы на выдвижение в Избирком подали сразу четверо кандидатов — представители ПР, КПРФ, ЛДПР и ЕР. Это Игорь Романов, Александр Баев, Антон Минаков, Михаил Ведерников соответственно.
27 июня Игорь Романов заявил что партия Новые люди поддержит его кандидатуру.
27 июня Псковское отделение партии «Родина» выдвинуло кандидатуру Юрия Шокурова.
28 июня кандидат от КПРФ Александр Баев отказался от участия в выборах по состоянию здоровья.

29 июня вышло в свет решение Псковского отделения партии «Яблоко» о неучастии в выборах и об отказе поддержки других кандидатов.
Региональный совет Псковского «Яблока»: «Псковское „Яблоко“ считает этически неприемлемым обращаться с просьбой о поддержке кандидата на должность губернатора к депутатам и партиям, поддерживающим сегодня политику российских властей. Подписей глав и депутатов местного самоуправления от „Яблока“ недостаточно для самостоятельного выхода на выборы».

Псковское «Яблоко» выступает против имитационных процедур, из которых состоят сегодня выборы глав российских регионов, и настаивает на принципиальном изменении российского и регионального избирательного законодательства, возвращении его к стандартам и нормам демократического государства. Это откроет возможности для участия в выборах глав регионов кандидатов от Российской демократической партии «Яблоко».
1 июля Псковский обком КПРФ принял отказ Баева и выдвинул кандидатуру Петра Алексеенко.
3 июля Пётр Алексеенко и Юрий Шокуров подали документы в облизбирком, став последними выдвиженцами на пост главы области.

## Кандидаты
| Кандидат          | Возраст              | Должность (на момент выдвижения)                                                                               | Субъект выдвижения | Статус                               | Кандидаты в Совет Федерации                      |
| ----------------- | -------------------- | --- | ------------------ | ------------------------------------ | ------------------------------------------------ |
| Михаил Ведерников | 50 лет (07.03.1975)  | действующий губернатор Псковской области                                                                       | «Единая Россия»    | зарегистрирован                      | Наталья Горбачёва Алексей Наумец Юрий Сорокин    |
| Пётр Алексеенко   | 73 года (31.05.1952) | 1-й секретарь областного отделения КПРФ, депутат Псковского областного Собрания депутатов 7 созыва             | «КПРФ»             | зарегистрирован                      | Дмитрий Михайлов Дмитрий Уразов Николай Чувайлов |
| Антон Минаков     | 38 лет (14.11.1986)  | координатор Псковского регионального отделения ЛДПР, депутат Псковского областного Собрания депутатов 7 созыва | «ЛДПР»             | зарегистрирован                      | Артём Васильев Сергей Литвиненко Юрий Павлинов   |
| Игорь Романов     | 47 лет (29.08.1977)  | председатель Псковского регионального отделения «Партии роста», депутат Собрания депутатов Плюсского района    | «Партия роста»     | зарегистрирован                      | Владимир Кивенко Алексей Лавов Иван Сверчков     |
| Александр Баев    | 56 лет (04.02.1969)  | 1-й секретарь Псковского горкома КПРФ, депутат Псковской городской Думы 7 созыва                               | «КПРФ»             | утратил статус выдвинутого кандидата | —                                                |
| Юрий Шокуров      | 56 лет (08.03.1969)  | Представитель регионального отделения партии «Родина»                                                          | «Родина»           | утратил статус выдвинутого кандидата | —                                                |

## Социологические исследования
Опрос
| Даты опроса               | Источник | Ведерников | Алексеенко | Минаков | Романов | Нет ответа | Лидирование |
| ------------------------- | -------- | ---------- | ---------- | ------- | ------- | ---------- | ----------- |
| Даты опроса               | Источник |            |            |         |         | Нет ответа | Лидирование |
| 25 июля – 10 августа 2023 | ФОМ      | 81%        | 9%         | 5%      | 3%      | 2%         | 72%         |

## Результаты голосования
В выборах губернатора Псковской области в 2023 году приняли участие на избирательных участках 160 114 избирателей и 33 968 человек получили бюллетени вне участка. Таким образом в выборах приняло участие 194 082 избирателей и явка составила 37,8 %. В системе ДЭГ, которая применялась в регионе впервые, был отдан 47 176 голосов из 47 294 электронных бюллетеней.
| Место                                    | Место                                    | Кандидат                                 | Субъект выдвижения                       | Голосов | %       | Голосов ДЭГ | %       | Голосов бумажн. бюлл | %       |
| ---------------------------------------- | ---------------------------------------- | ---------------------------------------- | ---------------------------------------- | ------- | ------- | ----------- | ------- | -------------------- | ------- |
|                                          | 1.                                       | Михаил Ведерников (действующий)          | Единая Россия                            | 167 250 | 86,30 % | 41 402      | 87,76 % | 125 848              | 85,83 % |
|                                          | 2.                                       | Пётр Алексеенко                          | КПРФ                                     | 12 058  | 6,22 %  | 2040        | 4,32 %  | 10 018               | 6,83 %  |
|                                          | 3.                                       | Антон Минаков                            | ЛДПР                                     | 7649    | 3,95 %  | 2252        | 4,77 %  | 5397                 | 3,68 %  |
|                                          | 4.                                       | Игорь Романов                            | Партия роста                             | 4582    | 2,36 %  | 1482        | 3,14 %  | 3100                 | 2,11 %  |
|                                          |                                          |                                          |                                          |         |         |             |         |                      |         |
| Действительных бюллетеней                | Действительных бюллетеней                | Действительных бюллетеней                | Действительных бюллетеней                | 191 539 | 98,83 % | 47 176      | 100 %   | 144 363              | 98,45 % |
| Недействительных бюллетеней              | Недействительных бюллетеней              | Недействительных бюллетеней              | Недействительных бюллетеней              | 2270    | 1,17 %  | 0           | 0 %     | 2270                 | 1,55 %  |
| Всего                                    | Всего                                    | Всего                                    | Всего                                    | 193 809 | 100 %   | 47 176      | 24,34 % | 146 633              | 75,66 % |
|                                          |                                          |                                          |                                          |         |         |             |         |                      |         |
| Число бюллетеней, выданных на участке    | Число бюллетеней, выданных на участке    | Число бюллетеней, выданных на участке    | Число бюллетеней, выданных на участке    | 160 114 | 82,5 %  | 47 294      | 100 %   | 112 820              | 76,86 % |
| Число бюллетеней, выданных вне помещения | Число бюллетеней, выданных вне помещения | Число бюллетеней, выданных вне помещения | Число бюллетеней, выданных вне помещения | 33 968  | 17,5 %  | 0           | 0 %     | 33 968               | 23,14 % |
|                                          |                                          |                                          |                                          |         |         |             |         |                      |         |
| Явка                                     | Явка                                     | Явка                                     | Явка                                     | 194 082 | 37,8 %  | 47 294      | 5,98 %  | 146 788              | 31,82 % |
| Число избирателей                        | Число избирателей                        | Число избирателей                        | Число избирателей                        | 513 437 | 100 %   | 52 102      | 10,15 % | 461 335              | 89,85 % |

Губернатор Михаил Ведерников назначил первого заместителя командующего Воздушно-десантных войск РФ Алексея Наумца (беспартийный) в Совет Федерации, заменив действующего сенатора Елену Бибикову (член Единой России) у которой завершился 2 срок полномочий.

## Мнения и критика
Мнение властей
Замгубернатора Александр Серавин:
«Если вы имеете в виду, будут ли губернаторские выборы здесь проходить так, как это было 15-20 лет назад, то уже, наверное, так выборы проходить не будут. Соперники, безусловно, будут. Будут ли соперники, у которых, скажем так, есть реальные шансы победить? Пока мы не видели, чтобы такие соперники обозначились на информационном и политическом поле».
Председатель ПОСД Александр Котов отметил, что преимущество было у действующего губернатора Михаила Ведерникова. Он аргументировал это тем, что у Ведерникова был «задел в виде предыдущих пяти лет», в течение которых он доказал свои лидерские качества.
Секретарь Генсовета «Единой России», Сенатор от Псковской области Андрей Турчак заявил об «убедительной общей победе» партии. Он назвал эти выборы генеральной репетицией перед президентской кампанией 2024 года.
Председатель избирательной комиссии Псковской области Игорь Сопов рассказал, что выборы прошли спокойно и при высокой явке. По его словам, Псковская область стала лидером по количеству дистанционно проголосовавших на выборах губернатора.
Мнение политологов
Политолог Сергей Григорьев отметил, что в Псковской области выборы прошли исключительно спокойно и легитимно. 
«Единение и общая связь народа вокруг руководства области наглядна показана результатами, а террористические акты (атака аэродрома) на территории области ещё больше сплотили людей».
Политолог Владимир Соловейчик отметил, что голосование прошло в штатном режиме. По его мнению, процесс избрания нового губернатора региона на Северо-Западе проходит по референдному типу, когда действующий глава региона выходит на выборы, чтобы фактически провести референдум о доверии действующей региональной власти. 

Политолог Дмитрий Солонников назвал результаты выборов ожидаемыми. 
«Мы видим, что действующие на момент выборов главы субъектов выигрывают практически всегда. Голосование на выборах глав субъектов – это фактически референдум о доверии к курсу президента страны».
Доктор политических наук Илья Быков считает результаты выборов логичными. 
«Псковская область – это регион, связанный с секретарём Генерального совета «Единой России» Андреем Турчаком. Вероятно, консолидация политической элиты и поддержка из федерального центра во многом обеспечили такой результат. Также надо отметить, что за последние годы в регионе наблюдалось развитие аграрного сектора экономики, что тоже поддержало голосование за «Единую Россию».
Вице-президент Российской ассоциации политических консультантов Пётр Быстров. 
«Политическая система Псковской области сконцентрирована вокруг губернатора, влияние других кандидатов второстепенно. То, что второе место занял кандидат от КПРФ, обусловлено остатками былой популярности партии, но этот факт не имеет отношения к самой избирательной кампании».

«Некоторое время регион был центром влияния «Яблока», в частности, партия добивалась успехов на уровне глав муниципальных образований. Но затем обстоятельства изменились, что очевидно связано с общеполитической ситуацией».
Критика
Член облизбиркома от «Яблока» Елена Маятникова отказалась признавать действительными губернаторские выборы. 
«Выборы губернатора Псковской области в 2023 году не позволяют с достоверностью определить результаты волеизъявления избирателей области в силу состоявшихся нарушений Конституции РФ и норм избирательного законодательства».
При этом она сослалась на применение муниципального фильтра и указала на случаи отклонения региональным избиркомом жалоб на незаконную агитацию в пользу Ведерникова. 
«Избирательная комиссия области дважды отклоняла мотивированные жалобы на незаконную предвыборную агитацию за кандидата Ведерникова М. Ю., который и получил по итогам выборов наибольшее число голосов, проведя избирательную кампанию с демонстративным использованием преимуществ своего должностного положения как действующего высшего должностного лица субъекта РФ, практически ежедневно проявлявшемся не только в незаконной предвыборной агитации, но и в многочисленных публикациях в подконтрольных кандидату, а также правительству Псковской области, средствах массовой информации».
Первый секретарь обкома КПРФ Пётр Алексеенко оценил условия, в которых проходила избирательная кампания, как трудные. По его мнению, избирательное законодательство меняется в интересах правящей партии, а оппозиции «приходится играть по этим правилам». 
«Сейчас сами видите, как изменилось выборное законодательство — это и трёхдневное голосование, и муниципальный фильтр, который сразу же отсеивает неугодных кандидатов... В таких условиях трудно работать. Но тем, не менее, продолжаем и будем продолжать!»

«Явка ниже, чем в те времена, когда выборы проводились в один день! Я считаю, что надо вернуться к однодневному голосованию, как было раньше. Кто захочет — тот проголосует!»